# Sainte-Savine
Sainte-Savine je naselje in občina v severnem francoskem departmaju Aube regije Šampanja-Ardeni. Leta 1999 je naselje imelo 10.125 prebivalcev.

## Geografija
Naselje leži v pokrajini Šampanji zahodno od središča departmaja Troyesa.

## Uprava
Sainte-Savine je sedež istoimenskega kantona, v katerega so poleg njegove vključene še občine Macey, Montgueux,  La Rivière-de-Corps in Torvilliers s 14.957 prebivalci.
Kanton je sestavni del okrožja Troyes.
1. ↑  »Populations légales 2016«. Nacionalni inštitut za statistične in gospodarske raziskave. Pridobljeno 25. aprila 2019.